# Rohrsen
Rohrsen est une commune allemande de l'arrondissement de Nienburg/Weser, Land de Basse-Saxe.

## Géographie
Rohrsen se situe le long de la Weser.
|       | Haßbergen  |         |
| Balge | Rohrsen    | Heemsen |
|       | Drakenburg |         |

Rohrsen se situe à l'entrecroisement de la Bundesstraße 209, vers Walsrode, avec la Bundesstraße 215, vers Verden. La commune est aussi traversée par la ligne de Hanovre à Brême, en liaison avec la ligne Weser-Aller.

## Histoire
Son nom viendrait de la végétation de roseaux, Rohrsen est une combinaison entre "Rohr" (roseau) et "Hausen" (maisons).
Le village appartient à l'origine au comté de Wölpe. Il est mentionné pour la première fois en 1302 quand Othon II de Brunswick-Lunebourg vend l'église. Durant la guerre de Trente Ans, vers 1640, Rohrsen avec ses collines est une place importante pour la surveillance du fleuve. Entre 1675 et 1679, Jean-Frédéric de Brunswick-Calenberg établit des positions pour se défendre des Suédois. Elles sont retirées en 1740.
Les hauts-fonds de la Weser sont souvent la cause de naufrages. En 1998, une barge en bois transportant du grès d'Obernkirchen est retrouvée. Cette épave de 1700 est visible au musée de la Weser à Lemgo.
Au cours de la Seconde Guerre mondiale, Rohrsen reçoit un camp de prisonniers de guerre.

## Personnalités liées à la commune
- Friedrich Bartels (1892–1968), médecin, membre de la SA.

## Source, notes et références
- (de) Cet article est partiellement ou en totalité issu de l’article de Wikipédia en allemand intitulé « Rohrsen » (voir la liste des auteurs).